# Grundlsee
Grundlsee es un municipio de Austria en el distrito de Liezen, del estado de Estiria. Con 152,23 km² de extensión y una población de 1156 habitantes, se ubica directamente sobre el lago Grundlsee y abarca gran parte de Ausseerland y las Montañas muertas. Se encuentra al noroeste de Graz y cerca del Parque nacional Gesäuse y limita con el estado de Alta Austria.

## Toponimia
Grundlsee se pronuncia /grundlseː/ en alemán estándar. El nombre se menciona por primera vez en un documento de 1188 como «Chrungilse». La grafía del nombre varió con el tiempo, hasta que prevaleció la ortografía actual: Chrungilse (1188) > Chrungelse (1300) > Chrungelsee (1386) > Krungelsee (1450) > Crungelsee (1479) > Grunglsee (1493) > Chrundelsee & Grundelsee (1494) > Krunglsee (1496) > Crunglsee (1566) > Grundelsee (1665) > Grundlsee (hoy día). El nombre del municipio deriva del nombre del lago. Probablemente este tenga su origen en el antiguo eslavo eclesiástico «krągl jezero» (lago redondo). Sin embargo, la forma original cambió a Grundlsee probablemente por una influencia etimológica del alto alemán medio grundel, grundelinc («gobio»).

## Historia

### Prehistoria
Los primeros indicios de asentamientos humanos en el municipio de Grundlsee se encuentran en la cueva paleolítica de Totes Gebirge. Los restos de carbón vegetal de una chimenea paleolítica hallados en el lugar podrían datar de hace unos 34.000 años. A lo largo de la ruta natural del Koppenpass, en el municipio vecino de Bad Aussee, se encontró un asentamiento de la Edad del Bronce así como numerosas reliquias de las Edades del Bronce y del Hierro. Estos hallazgos pueden explicarse en el contexto de la Cultura de Hallstatt, que se encuentra a tan solo 20 km y dio nombre a la ciudad de Hallstatt debido a su importancia arqueológica. 

### Celtas y Romanos
La Edad del Hierro de la Cultura de La Tène llevada a cabo por los celtas, no dejó huellas arqueológicas. Sólo el nombre del río Traun (del celta «druna», el que corre) indica el asentamiento celta. Como prueba del dominio romano en Noricum, se descubrieron vestigios de asentamientos tardorromanos durante las excavaciones en Bad Aussee, así como en el sitio arqueológico de Michlhallberg en Altaussee. Según los hallazgos recuperados, el asentamiento de Altaussee existió probablemente desde finales del siglo II d. C. hasta finales del siglo IV. Se supone que en la época romana se explotaba allí la sal.